# TSS Earnslaw
TSS Earnslaw – duży dwuśrubowy parowiec (ang. TSS: twin screw steamer – parowiec dwuśrubowy), pływający od 1912 r. na jeziorze Wakatipu w Nowej Zelandii. Jest ostatnim eksploatowanym pasażerskim parowcem z kotłami opalanymi węglem na półkuli południowej i jedynym tego typu statkiem w aktualnym (na 2010 r.) Rejestrze Lloyda.

## Historia budowy
4 lipca 1911 r. w niewielkiej stoczni firmy McGregor and Company w porcie Dunedin na Wyspie Południowej zwodowano duży, 50-metrowy parowiec rzeczny. Wartość zlecenia opiewała na 21 000 ówczesnych funtów. Inwestorem były Koleje Nowozelandzkie (New Zealand Railways). Konstrukcja kadłuba – całkowicie stalowa – została wykonana z ćwierćcalowej grubości blach. Każda śruba napędzana była osobnym wałem przez własną maszynę parową potrójnego rozprężania.
Statek podzielono na sekcje takiej wielkości, by nadawały się do transportu kolejowego (nawet przez tunele), po czym przewieziono je do Kingston na południowym krańcu jeziora Wakatipu. Po powtórnym zmontowaniu statek został zwodowany 24 lutego 1912 r. jako TSS „Earnslaw” – nazwa została nadana od wznoszącego się nad jeziorem szczytu Mount Earnslaw (2889 m n.p.m.). W swój dziewiczy rejs popłynął do Queenstown, z ministrem marynarki jako kapitanem na pokładzie.

## Dzieje eksploatacji
Przez wiele lat statek kursował wzdłuż 80-kilometrowego jeziora, przewożąc owce i bydło rogate, wełnę, masło i sery z okolicznych pastwisk, zaopatrzenie do nadbrzeżnych miejscowości i oczywiście ludzi. Nadano mu żartobliwą nazwę „Pani Jeziora” (ang. Lady of the Lake).
W 1968 r. jednostkę wycofano ze służby i o mało co zezłomowano. Ostatecznie kupiła go firma „Fiordland Travel” (obecnie „Real Journeys”) i po gruntownej przebudowie wprowadziła do użytkowania jako statek wycieczkowy. Kolejna renowacja miała miejsce w 1984 r. Obecnie (2010 r.) statek obsługuje różnorodne rejsy wycieczkowe z Queenstown. Pracuje – jak dawniej – do 14 godzin dziennie przez 11 miesięcy w roku (dwunasty miesiąc na przełomie maja i czerwca przeznaczony jest na bieżące przeglądy i remonty). Atrakcją dla pasażerów jest możliwość zejścia do maszynowni i obserwacji pracy maszyny parowej i kotła wraz z obsługującym je palaczem.